# 卡洛斯·葛戴爾
卡洛斯·葛戴爾（Carlos Gardel，1890年12月11日—1935年6月24日），是一位歌手、歌曲作家、演員，也是探戈史上的翹楚。
葛戴爾在音樂事業到達顛峰時不幸在墜機意外中逝世，因而成為拉丁美洲的悲劇英雄。對許多人而言，卡洛斯·葛戴爾就代表探戈。他常被人們暱稱作「小卡羅」（Carlitos）、「歌鶇」（El Zorzal）、「探戈之王」、「魔術師」、「沉默者」。
葛戴爾的標誌性男中音以及戲劇性的歌詞讓他許多小品成為經典。他與作詞家亞法多·勒佩拉共同創作了不少探戈的不朽之作，包括《我親愛的布宜諾斯艾利斯》、《下坡》、《生徒之愛》、《孤寂》、《歸》、《望儂那日》以及《一步之差》。

## 生涯

### 童年
葛戴爾出生於法國南部城市圖盧茲，母親為一位25歲未婚的洗衣婦伯西·加德（Berthe Gardes）。他在當地戶籍乃登記為夏爾·羅慕德·加德（Charles Romuald Gardes）。他的生父最初登記為「未知」，但十一日後，伯西·加德簽署了一項聲明記載他的父親為一位有婦之夫保羅．拉瑟雷（Paul Lasserre），他在葛戴爾出生前數個月就已經離開圖盧茲。有可能是為了躲避婚外情生子所帶來的污名，不久後加德也遷離圖盧茲，於1893年於波爾多登上SS Don Pedro客船，母子兩人在1893年3月11日到達阿根廷首都布宜諾斯艾利斯。當時加德持有法國護照，並向移民局宣稱她是寡婦，而兒子的名字被登記為夏爾·加德。爾後，由於阿根廷當地主要語言為西語，葛戴爾原有的法語名字「夏爾」也隨即被改稱為西語形式的「卡洛斯」（Carlos），當時已經時常被親暱稱為「小卡羅」（Carlitos）。他的童年於布宜諾斯艾利斯的阿巴斯托區中央蔬果市場附近度過，之後就讀於阿爾馬葛洛區的皮歐九世高等工業學校。他的母親當時則在一家法式洗衣店工作。葛戴爾遲至1923年才取得阿根廷公民權。

### 歌唱生涯
葛戴爾在酒吧和私人聚會開始他的歌唱生涯。他最初與弗朗西斯科·馬汀諾（Francisco Martino）搭檔，後來兩人再與荷西·拉薩諾（José Razzano）組成三重唱。葛戴爾於 1917 年創作tango-canción，以及演繹帕斯卡·康楚爾西（Pascual Contursi）作詞與薩繆爾·卡斯特里奧塔（Samuel Castriota）作曲的《我的悲情夜》（Mi Noche Triste）。該唱片銷售量達到一萬張，並在拉丁美洲打響名號。葛戴爾在阿根廷、烏拉圭、智利、巴西、波多黎各、委內瑞拉等南美洲國家巡迴演出，也有在巴黎、紐約、巴塞隆納和馬德里登過台。葛戴爾在 1928 年來訪巴黎的頭三個月，就銷售了七萬張唱片。由於名氣節節高升，他在法國和美國為派拉蒙拍了數部電影。像是《望儂那日》或《下坡》這樣的感傷浪漫片並沒有長久的劇情價值，卻完全展現葛戴爾精湛的歌唱才能和明星外貌。

### 私生活
葛戴爾自覺自身的人氣大半是由於對女人的吸引力：為了保持他的「大眾情人」形象，所以必須保密自己的私生活。伊莎貝爾·德瓦萊（Isabel del Valle）是唯一有跟葛戴爾保持穩定關係的女伴，他們在1920年代末才相互認識，當時葛戴爾於布宜諾斯艾利斯的艾斯梅拉達劇場（Esmeralda Theater）表演。他們的關係持續超過十年，並且很少在大眾前拋頭露面。葛戴爾的母親及德瓦萊的家人竭力協助他們的戀情不會曝光於眾，僅僅有數個親友知道他們之間的關係。
葛戴爾給德瓦萊買了間房以及提供生活費，但在1930年代關係冷淡之後，葛戴爾要他的律師停止資助德瓦萊。而德瓦萊日後另結伴侶，並移居烏拉圭。儘管如此，德瓦萊非常重視與葛戴爾的回憶，在1980年代對於葛戴爾的電視採訪中，已屆晚年的她仍然清楚記得與他的獨特關係。

### 驟逝

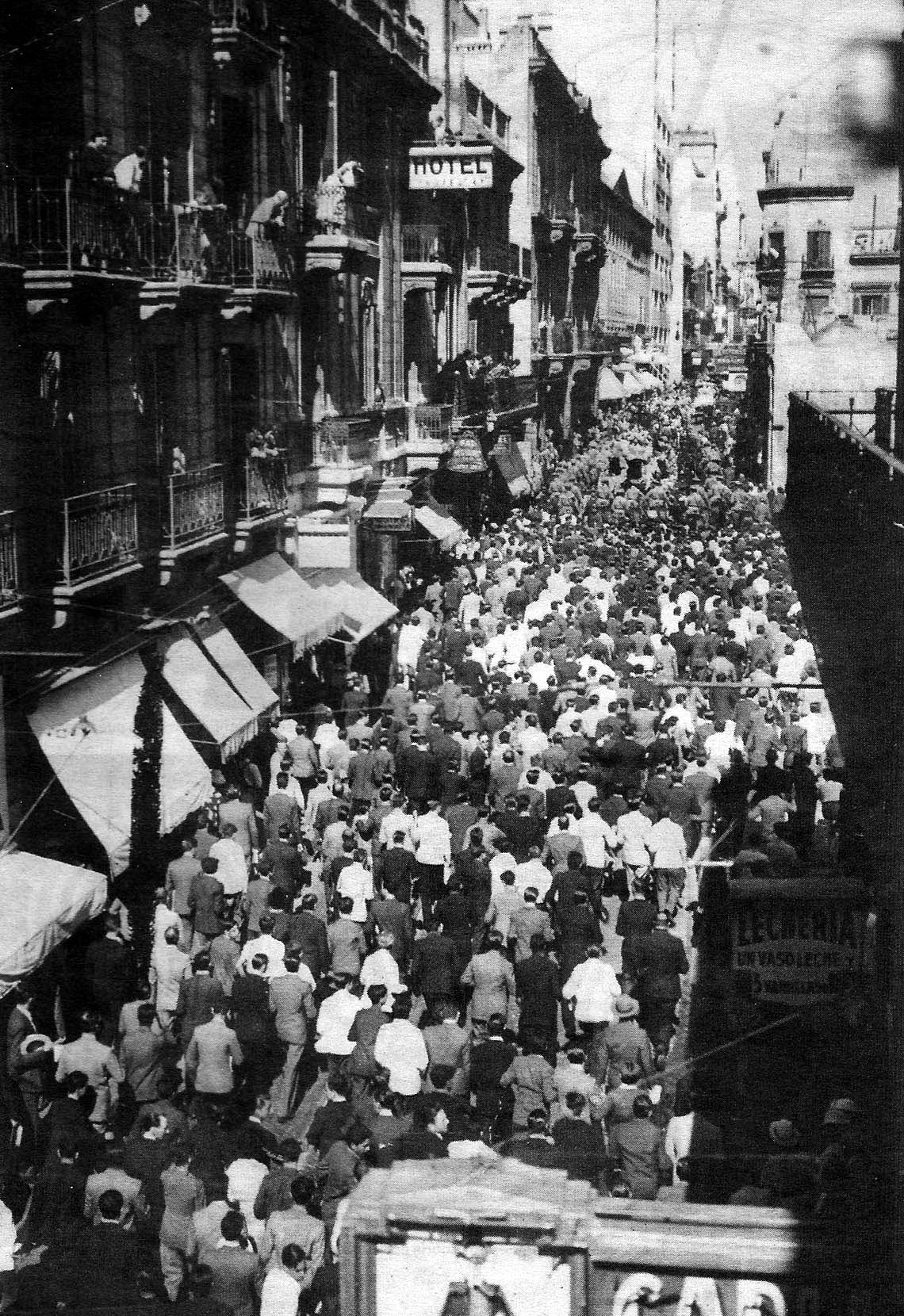
在葛戴爾於布宜諾斯艾利斯的葬禮期間，街道被哀悼群眾塞得水泄不通。

葛戴爾在 1935 年因為飛機失事而在麥德林驟逝。勒佩拉與兩位吉他手（吉爾里莫·德斯達里奧·巴爾比埃利、安赫爾·多明哥·里維羅），以及一些商業夥伴和朋友也在墜機時死亡。另一位吉他手，荷西·馬利亞·阿奎拉爾被認為也在墜機後數天死去。
拉丁美洲無數的樂迷在早晨哀悼他的驟逝。在他的遺體被送到紐約和里約熱內盧的時候，都有成群結隊的人為他致敬。後來遺體被送到蒙特維多——他母親當時居住的地方——有數以千計的人親臨參拜。最後他的遺體被安葬在布宜諾斯艾利斯的查卡利塔國家墓園。在 2003 年，位於阿巴斯托的葛戴爾紀念館開幕。

## 後續的描寫

### 文學
加夫列爾·加西亞·馬爾克斯在《愛在瘟疫蔓延時》一書中有寫到葛戴爾。當費洛倫蒂納·阿里薩和烏爾比諾醫生在加勒比河流公司的辦公室中會面，烏爾比諾醫生當時隨意問費洛倫蒂納一句：「你喜歡音樂嗎？」費洛倫蒂納認真想了這個問題，然後答「我喜歡葛戴爾。」
豪爾赫·路易斯·博爾赫斯、胡利奧·科塔薩爾、艾內士多·薩巴多和吉米·巴菲特都有在他們的作品中提到葛戴爾。在 1979 年，委內瑞拉劇作家荷西·伊格納西奧·卡布里哈斯的作品《望儂那日》（"El día que me quieras）則以重新架構的形象描寫葛戴爾。

### 電影
有兩部描述葛戴爾的電影，都是在 2009 年三月開始製作的。Gardel 2008 (July 2009) 此片由蓋爾·加西亞·伯納爾演出葛戴爾，以及敢於愛我 (2010)。

### 紀念郵票
2011年3月16日，美國郵政發行一套五張「拉丁音樂傳奇」郵票，其中一張就有葛戴爾。在美國郵政紀念郵票的新聞發布中寫著「一流且令人回味的歌手，卡洛斯·葛戴爾 (1890?-1935) 是史上最有名的探戈音樂家之一。葛戴爾在阿根廷生長，但卻在美國，歐洲和整個拉丁美洲以他的表演和唱片帶起探戈的熱潮，並被稱讚為『在歌聲中帶淚的男人』。他也是西班牙語電影界的一個燦爛明星」。

## 影響

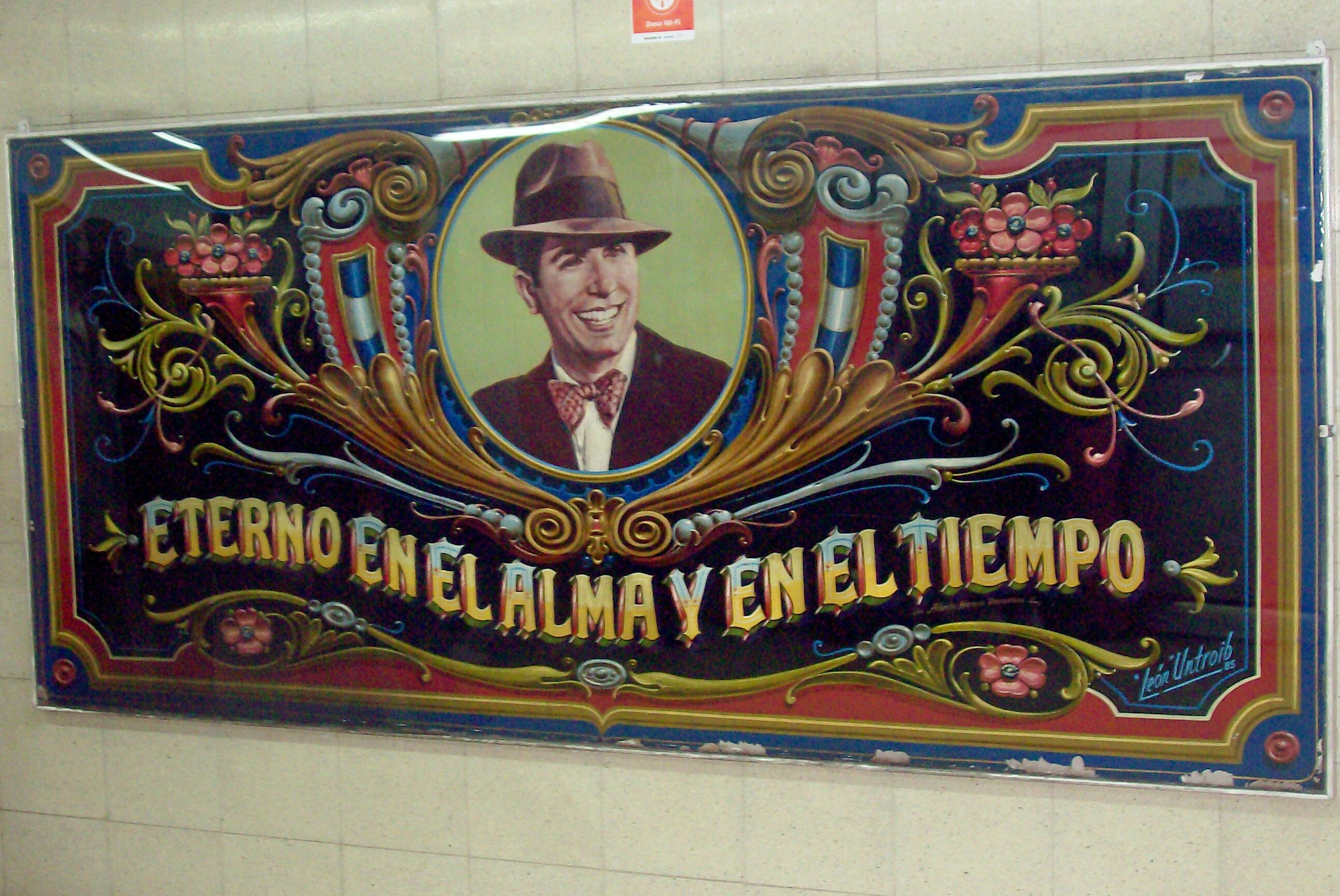
葛戴爾的fileteado風格肖像畫，於布宜諾斯艾利斯地鐵內以該歌手命名的地鐵站。標語文字為：「永恆存在於靈魂及時光中。」（Eterno en el alma y en el tiempo）

葛戴爾至今從東京至布宜諾斯艾利斯仍受到尊崇。一個證明他歷久不衰人氣的熱門說法是「葛戴爾每天都唱得越來越好」，在他的墓上有座燕尾服裝扮的真人大小雕像，它的手指總是會有死忠仰慕者放上一根點燃的香煙。來自《歸》的其中一句歌詞 Veinte años no es nada （二十年算不上什麼）已經是在拉丁美洲非常流行的短語。葛戴爾和勒佩拉的自我介紹台詞 sos/soy Gardel y Le Pera （我/你是葛戴爾與勒佩拉），也常在阿根廷用來比喻一對在某個領域非常傑出的搭檔。

## 作品
- Flor de Durazno (1917) （默片） 這是葛戴爾首次電影演出。製作人為弗朗西斯科·德費里皮斯·諾沃亞，並與謝萊斯汀諾·佩特雷共演。
- Luces de Buenos Aires (1931) （在巴黎製作）
- Esperame (1932)
- La Casa es seria (1932)
- Melodía de Arrabal (1932)
- Cuesta abajo (1934)
- El Tango en Broadway (1934)
- El Día que me quieras (1935)
- Cazadores de estrellas (1935)
- Tango Bar (1935)

## 外部連結
- 卡洛斯·葛戴爾在Allmusic上的頁面
- 卡洛斯·葛戴爾在互联网电影资料库（IMDb）上的資料（英文）
- www.gardelbiografia.com.ar （西班牙文）
- Chronicles
- Gardel Web（页面存档备份，存于） （西班牙文）
- Documents of Carlos Gardel （西班牙文）
- https://web.archive.org/web/20110714113201/http://www.montevideo-tango.com/mvdt/Gardel.htm